# Portrait de monsieur X
Portrait de monsieur X, également connu sous le titre de Portrait de Pierre Loti, est un tableau du peintre français Henri Rousseau réalisé entre 1891 et 1910. 
Cette huile sur toile, représentant un homme posant avec un chat, est conservée par la Kunsthaus de Zurich (Suisse).

## Polémique autour du modèle
Henri Rousseau présente cette œuvre au Salon des indépendants de 1906, sous le titre Portrait de monsieur F. À l'origine, il s'agit d'une commande de l'écrivain Edmond Franck, qui la détruisit plus tard. 
Le peintre en avait fait une copie qui sera prise comme étant, à tort, le portrait de Pierre Loti. Dans une lettre au directeur de la galerie Charpentier, le 20 août 1952, Edmond Franck, affirme qu'il a été le modèle de ce tableau : « Or je puis vous assurer que cette œuvre 1o- n'a jamais été le portrait de Pierre Loti ; 2o- qu'elle est mon propre portrait exécuté par le douanier Rousseau à mon propre domicile. »